# Caroline Clive
Caroline Clive (24 de junio de 1801, Brompton, Gran Londres, Inglaterra - 13 de julio de 1873, Whitfield, Herefordshire, Inglaterra), nacida Caroline Meysey Wigley, fue una novelista y poeta británica. Hija de Edmund Meysey Wigley y Anna Maria Meysey, se casó el 10 de noviembre de 1840 con el reverendo Archer Clive y tuvieron dos hijos: Charles y Alice. Publicó, con el seudónimo «V.», ocho volúmenes de poesía y las novelas Paul Ferroll (1855) y Why Paul Ferroll killed his Wife (1860).